# Enallage
Een enallage (ook hypallage genoemd) is in de letterkunde een stijlfiguur, waarbij de auteur een bijvoeglijk naamwoord grammaticaal bij een bepaald woord laat horen, terwijl het inhoudelijk beter bij een ander woord in de zin past.
Een voorbeeld is te vinden bij Vergilius, in de inleiding van boek I van de Aeneis:
- de muren van het hoge Rome staat voor de hoge muren van Rome.

Andere voorbeelden:
- zij liepen duister door de eenzame nacht[1] staat voor zij liepen eenzaam door de duistere nacht (Latijn: Ibant obscuri sola sub nocte)
- de blauwe wiegeling der zee[2] staat voor de wiegeling der blauwe zee
- De bladeren vallen in de gele grachten.[3]
- Duister gingen zij in de eenzame nacht.[1]

De alledaagse uitdrukking een lekker kopje koffie is strikt genomen ook een enallage, want niet het kopje zelf is lekker maar de koffie die erin zit. Hier is sprake van versteend gebruik. Nog enige voorbeelden: een "koud buffet", een "luie stoel", een "slechte kritiek", een "sociale huurwoning", een "blote jurk", een "staande ovatie" en een "domme fout".

## Verwante begrippen
Het gebruik van deze stijlfiguur lijkt enigszins op dat van de metonymie; in beide gevallen is sprake van een verwisseling op basis van contiguïteit.